# Nati l'11 novembre

## X secolo(1)
- 908 - Al-Mustakfi, califfo († 949)

## XI secolo(2)
- 1050 - Enrico IV di Franconia, re († 1106)
- 1082 - Raimondo Berengario III di Barcellona, conte († 1131)

## XII secolo(2)
- 1154 - Sancho I del Portogallo, re († 1212)
- 1155 - Alfonso VIII di Castiglia, sovrano († 1214)

## XIII secolo(1)
- 1220 - Alfonso di Poitiers, nobile francese († 1271)

## XV secolo(6)
- 1426 - Cosimo Migliorati, letterato italiano
- 1441 - Carlotta di Savoia, principessa († 1483)
- 1449 - Caterina Poděbrady, sovrana ungherese († 1464)
- 1449 - Sidonia di Boemia, nobile cecoslovacca († 1510)
- 1491 - Martin Bucer, teologo tedesco († 1551)
- 1493 - Bernardo Tasso, poeta italiano († 1569)

## XVI secolo(18)
- 1503 - Martín Pérez de Ayala, arcivescovo cattolico spagnolo († 1566)
- 1510 - Giulio Savorgnan, ingegnere italiano († 1595)
- 1512 - Marcin Kromer, storico e vescovo cattolico polacco († 1589)
- 1513 - Stanisław Orzechowski, umanista e politico polacco († 1566)
- 1523 - Joachim Hoppers, giurista, docente e politico olandese († 1576)
- 1536 - Marcantonio Memmo, doge († 1615)
- 1542 - Scipione Gonzaga, cardinale e patriarca cattolico italiano († 1593)
- 1549 - Francesco Cenci, nobile italiano († 1598)
- 1551 - Giovanni I Corner, doge († 1629)
- 1560 - Alfonsino d'Este, nobile italiano († 1578)
- 1564 - Martinus Smiglecius, filosofo polacco († 1618)
- 1575 - Marcantonio III Colonna, nobile romano († 1595)
- 1579 - Frans Snyders, pittore fiammingo († 1657)
- 1583 - Vincenzo Lorenzoni, notaio e politico sammarinese († 1664)
- 1585 - Vincenzo Maria Cimarelli, naturalista e storico italiano († 1662)
- 1591 - Date Hidemune, militare giapponese († 1658)
- 1599 - Maria Eleonora del Brandeburgo, principessa († 1655)
- 1599 - Ottavio Piccolomini, generale italiano († 1656)

## XVII secolo(27)
- 1612 - Jean Garnier, gesuita, filologo e storico francese († 1681)
- 1612 - Augusto Filippo di Schleswig-Holstein-Sonderburg-Beck, nobile danese († 1675)
- 1613 - Donato Calvi, letterato e religioso italiano († 1678)
- 1628 - Agostino Silva, scultore svizzero († 1706)
- 1629 - Lodewijck van Ludick, pittore olandese († 1724)
- 1633 - George Savile, I marchese di Halifax, politico e scrittore inglese († 1695)
- 1642 - André-Charles Boulle, ebanista francese († 1732)
- 1647 - Johannes Voorhout, pittore olandese († 1723)
- 1648 - Francesco Maria Casini, cardinale italiano († 1719)
- 1653 - Carlo Ruzzini, doge († 1735)
- 1657 - Guido von Starhemberg, generale austriaco († 1737)
- 1658 - James Hamilton, IV duca di Hamilton, nobile, politico e generale scozzese († 1712)
- 1663 - Evaristo Gherardi, attore teatrale italiano († 1700)
- 1664 - René-François de Beauvau du Rivau, arcivescovo cattolico francese († 1739)
- 1668 - Johann Albert Fabricius, bibliografo e bibliotecario tedesco († 1736)
- 1675 - Anna Augusta di Hohenlohe-Waldenburg-Schillingsfürst, principessa tedesca († 1711)
- 1679 - Giacomo Oddi, cardinale e arcivescovo cattolico italiano († 1770)
- 1684 - Algernon Seymour, VII duca di Somerset, militare e politico britannico († 1750)
- 1685 - Florida Cevoli, religiosa italiana († 1767)
- 1688 - Lorenzo Somis, violinista, compositore e pittore italiano († 1775)
- 1691 - Peregrine Osborne, III duca di Leeds, nobile e politico inglese († 1731)
- 1693 - Francesco Saverio Brunetti, matematico e presbitero italiano
- 1696 - Andrea Zani, compositore e violinista italiano († 1757)
- 1697 - Faustina Bordoni, contralto italiano († 1781)
- 1698 - Alberto Radicati di Passerano, filosofo italiano († 1737)
- 1699 - Ferdinando Fuga, architetto italiano († 1782)
- 1699 - Sulaiman Badrul Alam Shah di Johor, sovrano malese († 1760)

## XVIII secolo(53)
- 1703 - Władysław Aleksander Łubieński, arcivescovo cattolico polacco († 1767)
- 1706 - Federico Guglielmo II di Nassau-Siegen, principe tedesco († 1734)
- 1709 - Luigi Giusti, librettista italiano († 1766)
- 1712 - Hugolín Gavlovič, presbitero e scrittore slovacco († 1787)
- 1716 - Rambaldo degli Azzoni Avogaro, storico e numismatico italiano († 1790)
- 1722 - Nicolas-Antoine Boulanger, ingegnere e filosofo francese († 1759)
- 1723 - Ferdinando Morozzi, cartografo, matematico e architetto italiano († 1785)
- 1729 - Durand de Maillane, giurista francese († 1814)
- 1732 - Francesco Luserna Rorengo di Rorà, arcivescovo cattolico italiano († 1778)
- 1734 - František Martin Pelcl, filologo ceco († 1801)
- 1738 - Francesco Vigilio Barbacovi, giurista italiano († 1825)
- 1738 - Jean-Jacques-François Le Barbier, pittore francese († 1826)
- 1740 - Jean Auguste de Chastenet de Puységur, arcivescovo cattolico francese († 1815)
- 1741 - Johann Kaspar Lavater, scrittore, filosofo e teologo svizzero († 1801)
- 1743 - Carl Peter Thunberg, botanico e entomologo svedese († 1828)
- 1744 - Gotthard Johann von Knorring, generale russo († 1825)
- 1744 - Francesco Antonio Grillo, vescovo cattolico italiano († 1804)
- 1746 - Jean Guillaume Moitte, scultore francese († 1810)
- 1748 - Carlo IV di Spagna, sovrano spagnolo († 1819)
- 1751 - Giuseppe Maria Doria Pamphilj, cardinale e arcivescovo cattolico italiano († 1816)
- 1755 - Giuseppe Rospigliosi, nobile e politico italiano († 1833)
- 1759 - Louis Jean Nicolas Lejoille, militare e marinaio francese († 1799)
- 1761 - Filippo Buonarroti, rivoluzionario e politico italiano († 1837)
- 1765 - Andrea Michele Dall'Armi, imprenditore e banchiere italiano († 1842)
- 1768 - Giacomo Barzellotti, medico italiano († 1839)
- 1768 - Joseph Henri Joachim Lainé, politico francese († 1835)
- 1768 - Mir Akbar Ali Khan Siddiqi Asaf Jah III, principe indiano († 1829)
- 1771 - Maria Maddalena Frescobaldi, nobile italiana († 1839)
- 1773 - Ivan Grigorievič Gogel, generale e nobile russo († 1834)
- 1774 - Giovanni Battista Bernardino Ciravegna, generale italiano († 1831)
- 1775 - Jean Guillaume Audinet-Serville, entomologo francese († 1858)
- 1775 - Sof'ja Vladimirovna Golicyna, nobildonna russa († 1845)
- 1775 - Martín de Alzaga, politico spagnolo († 1812)
- 1776 - Luigi Granata, agronomo e economista italiano († 1841)
- 1779 - Stanislaus Anton Puchner, politico austro-ungarico († 1852)
- 1781 - Ferdinando Albertolli, architetto italiano († 1844)
- 1783 - Ivan Alekseevič Musin-Puškin, ufficiale russo († 1836)
- 1785 - Giovanni Battista De Cristoforis, letterato e scrittore italiano († 1838)
- 1785 - Diponegoro, principe indonesiano († 1855)
- 1788 - Pietro Paleocapa, scienziato, politico e ingegnere italiano († 1869)
- 1789 - Pietro Tenerani, scultore italiano († 1869)
- 1790 - Joseph Kreutzer, violinista e compositore tedesco († 1840)
- 1791 - József Katona, drammaturgo ungherese († 1830)
- 1791 - Josef Munzinger, politico svizzero († 1855)
- 1792 - Henry Thomas Peters, ebanista britannico († 1852)
- 1794 - Filippo Ugoni, politico italiano († 1877)
- 1795 - Wolfgang Bernhard Fränkel, medico e scrittore tedesco († 1851)
- 1795 - Moritz Heinrich Romberg, medico e neurologo tedesco († 1873)
- 1795 - Eugen Rosshirt, ginecologo tedesco († 1872)
- 1795 - Leopold von Waldburg-Wurzach, principe e politico tedesco († 1861)
- 1796 - Phan Thanh Giản, vietnamita († 1867)
- 1798 - Montagu Stopford, ammiraglio irlandese († 1864)
- 1799 - Teresa Borri, nobildonna italiana († 1861)

## XIX secolo(207)
- 1801 - Alessandro Cenci Bolognetti, VI principe di Vicovaro, principe, militare e compositore italiano († 1872)
- 1801 - Friedrich Wilhelm Theile, anatomista e medico tedesco († 1879)
- 1803 - Giovanni Battista Millelire, militare italiano († 1891)
- 1803 - Panfilo Tabassi, patriota e politico italiano († 1896)
- 1804 - Jean-Jacques Castoldi, avvocato, giudice e politico svizzero († 1871)
- 1806 - Émilie Pellapra, nobile francese († 1871)
- 1807 - Nicolò Camarda, glottologo, grecista e traduttore italiano († 1884)
- 1807 - Giovanni Maria Cavalleri, religioso, fisico e astronomo italiano († 1874)
- 1808 - Ignazio Aymerich di Laconi, politico italiano († 1881)
- 1809 - Francesco Anzani, patriota e militare italiano († 1848)
- 1809 - Eugenio Del Giudice, nobile e politico italiano († 1876)
- 1809 - Pietro Paolo Parzanese, presbitero, poeta e traduttore italiano († 1852)
- 1811 - François Delsarte, tenore e insegnante francese († 1871)
- 1811 - Benjamin McCulloch, generale e politico statunitense († 1862)
- 1811 - Auguste Ottin, scultore francese († 1890)
- 1813 - Saverio Friscia, patriota, politico e anarchico italiano († 1886)
- 1813 - Luigi Incisa Beccaria di Santo Stefano, militare italiano († 1900)
- 1817 - Gaspare Cavallini, avvocato e politico italiano († 1903)
- 1818 - Vincenzo Botta, politico e scrittore italiano († 1894)
- 1818 - James Renwick Jr, architetto statunitense († 1895)
- 1818 - Édouard Thouvenel, politico e diplomatico francese († 1866)
- 1821 - Fëdor Dostoevskij, scrittore e filosofo russo († 1881)
- 1821 - Moritz Hensoldt, ottico e imprenditore tedesco († 1903)
- 1821 - Jean Louis Lucand, micologo francese († 1896)
- 1822 - Antoine Barthélemy Jean Guillemot, entomologo francese († 1902)
- 1823 - Eugenio Bonvicini, politico italiano († 1908)
- 1824 - Giovanni Beltrame, presbitero, missionario e esploratore italiano († 1906)
- 1824 - Andreas Steinhuber, cardinale tedesco († 1907)
- 1824 - Cesare Uva, pittore italiano († 1886)
- 1825 - Camillo Giussani, giornalista, scrittore e insegnante italiano († 1907)
- 1826 - Gabriele Luigi Pecile, agronomo e politico italiano († 1902)
- 1828 - Caterina Beretta, ballerina italiana († 1911)
- 1828 - Carlo Claudio Camillo Guarmani, viaggiatore italiano († 1884)
- 1828 - Eben Jenks Loomis, astronomo statunitense († 1912)
- 1829 - Domenico Giuriati, patriota italiano († 1904)
- 1831 - Daniel Willard Fiske, bibliografo, linguista e scacchista statunitense († 1904)
- 1832 - Paolo Giorza, compositore italiano († 1914)
- 1832 - Paul Goethals, missionario e arcivescovo cattolico belga († 1901)
- 1834 - Franz Steindachner, zoologo austriaco († 1919)
- 1834 - Louis Léon Vaillant, zoologo e naturalista francese († 1914)
- 1835 - Pietro Brambilla, politico e banchiere italiano († 1900)
- 1835 - Louis-Martin de Courten, ufficiale svizzero († 1937)
- 1835 - Ernst Ehlers, zoologo tedesco († 1925)
- 1835 - Isabella Galletti Gianoli, cantante lirica italiana († 1901)
- 1835 - Matthías Jochumsson, presbitero e poeta islandese († 1920)
- 1836 - Thomas Bailey Aldrich, scrittore e poeta statunitense († 1907)
- 1836 - Mosè Bianchi, pittore italiano († 1892)
- 1836 - Ferdinando Bocconi, imprenditore e politico italiano († 1908)
- 1837 - Artur Grottger, pittore e grafico polacco († 1867)
- 1838 - Eugène Lefébure, egittologo francese († 1908)
- 1839 - Giovanni Bovi Campeggi, patriota italiano († 1867)
- 1841 - Donald Mackenzie Wallace, giornalista scozzese († 1919)
- 1841 - Albert Hastings Markham, esploratore britannico († 1918)
- 1841 - Alfonso Meomartini, pubblicista, storico e politico italiano († 1918)
- 1842 - Giulio Marino, italiano († 1901)
- 1842 - Mario Pratesi, scrittore italiano († 1921)
- 1842 - Aleksandra Žukovskaja, nobildonna russa († 1899)
- 1843 - Cesare Cipolletti, ingegnere italiano († 1908)
- 1844 - Ludolf von Alvensleben, generale tedesco († 1912)
- 1845 - Jules Guesde, politico e giornalista francese († 1922)
- 1845 - Raffaele de Cesare, storico, giornalista e politico italiano († 1918)
- 1846 - Anna Katharine Green, scrittrice statunitense († 1935)
- 1848 - Orazio Comes, botanico italiano († 1917)
- 1848 - Hans Delbrück, storico e politico tedesco († 1929)
- 1848 - Gustav Karpeles, storico e editore tedesco († 1909)
- 1848 - Zinovij Petrovič Rožestvenskij, ammiraglio russo († 1909)
- 1848 - Carlo Salvioli, scacchista e notaio italiano († 1930)
- 1849 - Giovanni Battista Giovenale, architetto italiano († 1934)
- 1850 - Antonio Carvalho da Silva Porto, pittore portoghese († 1893)
- 1850 - Wilhelm von Rümann, scultore e medaglista tedesco († 1906)
- 1852 - Antonio Maria Bonito, arcivescovo cattolico italiano († 1916)
- 1852 - Franz Conrad von Hötzendorf, militare austro-ungarico († 1925)
- 1852 - Clorinda Matto de Turner, scrittrice, giornalista e attivista peruviana († 1909)
- 1854 - William Y. Atkinson, politico statunitense († 1899)
- 1854 - Alessandro Mussolini, attivista e artigiano italiano († 1910)
- 1854 - Carlo Ucekar, politico e tipografo austro-ungarico († 1902)
- 1855 - Stevan Sremac, scrittore serbo († 1906)
- 1856 - Luigi Olivetti, pittore e incisore italiano († 1941)
- 1858 - Alessandro Moreschi, cantante castrato italiano († 1922)
- 1858 - George Robert Milne Murray, botanico scozzese († 1911)
- 1859 - Belle Gunness, serial killer norvegese
- 1859 - Shivajirao Holkar, principe indiano († 1908)
- 1861 - Sadeq Mohammad Khan IV, principe indiano († 1899)
- 1862 - Tommaso Accurti, bibliografo e presbitero italiano († 1946)
- 1862 - Rudolf Koechlin, mineralogista austriaco († 1939)
- 1863 - Francesco Giannattasio, magistrato e politico italiano († 1932)
- 1863 - Paul Signac, pittore francese († 1935)
- 1864 - George Washington Crile, chirurgo statunitense († 1943)
- 1864 - Alfred Hermann Fried, giornalista e esperantista austriaco († 1921)
- 1864 - Franz Mauve, ammiraglio tedesco († 1931)
- 1864 - Emma Zilli, soprano italiano († 1901)
- 1865 - Walter Braithwaite, generale britannico († 1945)
- 1865 - Edwin Thanhouser, produttore cinematografico statunitense († 1956)
- 1866 - Antoine Meillet, linguista, grecista e slavista francese († 1936)
- 1867 - Guy Bainbridge, generale britannico († 1943)
- 1867 - Walter Goetz, storico tedesco († 1958)
- 1867 - James Edward Quibell, egittologo britannico († 1935)
- 1868 - Domenico Giambonini, tiratore a segno svizzero († 1956)
- 1868 - Édouard Vuillard, pittore francese († 1940)
- 1869 - Camillo Crema, geologo, paleontologo e sismologo italiano († 1950)
- 1869 - Adolfo Padovan, scrittore italiano († 1930)
- 1869 - Pascal Sicurani, militare francese († 1915)
- 1869 - Vittorio Emanuele III di Savoia, re italiano († 1947)
- 1870 - Edmund Fellowes, musicologo britannico († 1951)
- 1871 - Leopold Kunschak, politico austriaco († 1953)
- 1872 - Maude Adams, attrice teatrale statunitense († 1953)
- 1872 - Oreste Amici, pittore e artista italiano († 1930)
- 1872 - Adolfo Dollero, storico italiano († 1936)
- 1872 - Frederick Stock, direttore d'orchestra e compositore tedesco († 1942)
- 1872 - Charles Thom, microbiologo e micologo statunitense († 1956)
- 1873 - W. C. Handy, compositore, cantante e musicista statunitense († 1958)
- 1873 - William Pepperell Montague, filosofo statunitense († 1953)
- 1873 - Charles Penrose, attore e comico inglese († 1952)
- 1873 - Jukums Vācietis, generale lettone († 1938)
- 1875 - Vesto Slipher, astronomo statunitense († 1969)
- 1875 - Anscar Vonier, teologo tedesco († 1938)
- 1877 - Giuseppe Pagano, magistrato italiano († 1967)
- 1878 - Werner Janensch, paleontologo e geologo tedesco († 1969)
- 1879 - Charles Maigne, regista e sceneggiatore statunitense († 1929)
- 1880 - Fred Paul, regista, attore e sceneggiatore britannico († 1967)
- 1880 - Xu Shuzheng, generale cinese († 1925)
- 1881 - Leo Gestel, pittore olandese († 1941)
- 1881 - Julius Hartmann, fisico danese († 1951)
- 1881 - Jacob Hergenhahn, ginnasta e multiplista tedesco († 1966)
- 1881 - Uberto Palmarini, attore italiano († 1942)
- 1882 - Andrea Ferrara, magistrato e giurista italiano († 1954)
- 1882 - Gustavo VI Adolfo di Svezia, re svedese († 1973)
- 1882 - Grace James, scrittrice inglese († 1965)
- 1882 - Banner Johnstone, canottiere britannico († 1964)
- 1882 - Raoul Nordling, diplomatico svedese († 1962)
- 1882 - Romolo Vaselli, imprenditore italiano († 1969)
- 1883 - Ernest Ansermet, direttore d'orchestra svizzero († 1969)
- 1883 - Elena Gerhardt, mezzosoprano tedesco († 1961)
- 1883 - Friedrich Golling, schermidore austriaco († 1974)
- 1883 - Gerolamo Radice, calciatore, pilota automobilistico e dirigente sportivo italiano († 1948)
- 1883 - John Wodehouse, III conte di Kimberley, nobile e politico inglese († 1941)
- 1884 - Filippo Bernardini, arcivescovo cattolico italiano († 1954)
- 1884 - Gerardo Dottori, pittore italiano († 1977)
- 1884 - Ernst Kovács, pallanuotista austriaco
- 1885 - Andrea Meschia, calciatore italiano († 1922)
- 1885 - George Smith Patton, generale statunitense († 1945)
- 1885 - Silvio Trentin, partigiano e giurista italiano († 1944)
- 1886 - Clemente Canepari, ciclista su strada italiano († 1966)
- 1886 - Francesco Mariani, sindacalista e politico italiano († 1976)
- 1887 - Tommaso Bisi, politico italiano († 1945)
- 1887 - Maurice Elvey, regista, sceneggiatore e produttore cinematografico inglese († 1967)
- 1887 - Carmelo Florio, scultore, decoratore e restauratore italiano († 1975)
- 1887 - George Larkin, attore statunitense († 1946)
- 1887 - Paul Laux, generale tedesco († 1944)
- 1887 - Walther Wever, generale tedesco († 1936)
- 1887 - Roland Young, attore britannico († 1953)
- 1888 - Abul Kalam Azad, politico indiano († 1958)
- 1888 - Giovanni Grasso, attore italiano († 1963)
- 1888 - Johannes Itten, pittore, designer e scrittore svizzero († 1967)
- 1888 - Virginia Kirtley, attrice e sceneggiatrice statunitense († 1956)
- 1888 - Stefan Lux, giornalista, poeta e regista slovacco († 1936)
- 1888 - Hans von Salmuth, generale tedesco († 1962)
- 1888 - Carlos Scarone, calciatore uruguaiano († 1965)
- 1888 - Martin Stahnke, canottiere tedesco († 1969)
- 1889 - Marcel Buysse, ciclista su strada e pistard belga († 1939)
- 1889 - Tadeusz Synowiec, calciatore polacco († 1960)
- 1889 - Axel Thufason, calciatore danese († 1962)
- 1889 - Vilhelm Wolfhagen, calciatore danese († 1958)
- 1890 - Joseph Besset, imprenditore francese († 1959)
- 1890 - Theo Koenen, calciatore tedesco († 1964)
- 1890 - Otto Parschau, aviatore tedesco († 1916)
- 1890 - Giovanni Rizzo, arcivescovo cattolico italiano († 1980)
- 1890 - Jerome Storm, attore, regista e sceneggiatore statunitense († 1958)
- 1891 - Lilja Jur'evna Brik, scrittrice, attrice e scultrice sovietica († 1978)
- 1891 - Sigfrido Burmann, scenografo e decoratore spagnolo († 1980)
- 1891 - Mario Chiattone, architetto e pittore svizzero († 1957)
- 1891 - Epimenio Giannico, vescovo cattolico italiano († 1957)
- 1891 - Rabbit Maranville, giocatore di baseball e allenatore di baseball statunitense († 1954)
- 1891 - Jan Mukařovský, docente, semiologo e critico letterario cecoslovacco († 1975)
- 1891 - Erwin Straus, neurologo, psichiatra e psicologo tedesco († 1975)
- 1892 - Gaston Heuet, mezzofondista francese († 1979)
- 1892 - Russell Mack, regista statunitense († 1972)
- 1893 - William Hamilton, montatore e regista statunitense († 1942)
- 1893 - Paul van Zeeland, politico belga († 1973)
- 1894 - Beverly Bayne, attrice statunitense († 1982)
- 1894 - Leone Carmana, militare italiano († 1926)
- 1894 - Georges Gurvitch, sociologo russo († 1965)
- 1894 - Winifred Kingston, attrice inglese († 1967)
- 1895 - Antonio Antonucci, giornalista italiano († 1975)
- 1895 - Giovanni Ingrao, militare e marinaio italiano († 1940)
- 1896 - Felice Platone, politico, partigiano e avvocato italiano († 1962)
- 1897 - Gordon Allport, psicologo statunitense († 1967)
- 1897 - Carlo Binda, velocista e calciatore italiano († 1960)
- 1897 - Henry Fierz, ingegnere aeronautico svizzero († 1972)
- 1897 - Garibaldi Franceschi, militare italiano († 1917)
- 1897 - Marcel Martiny, medico, antropologo e parapsicologo francese († 1982)
- 1897 - Temistocle Testa, militare e prefetto italiano († 1949)
- 1897 - Rodolfo Zorzi, calciatore e arbitro di calcio italiano
- 1898 - Antonio Cieri, anarchico italiano († 1937)
- 1898 - René Clair, regista, sceneggiatore e attore francese († 1981)
- 1898 - Hugo Makibi Enomiya-Lassalle, gesuita e missionario tedesco († 1990)
- 1898 - Guido Ferro, ingegnere italiano († 1976)
- 1898 - Emil Kutterer, calciatore tedesco († 1974)
- 1898 - José María Laca, calciatore spagnolo († 1977)
- 1898 - Francesco Moro, politico italiano († 1958)
- 1898 - Pie Traynor, giocatore di baseball e allenatore di baseball statunitense († 1972)
- 1899 - Marcelle Auclair, giornalista e scrittrice francese († 1983)
- 1899 - Giuseppe Marazzita, politico italiano († 1977)
- 1899 - Pat O'Brien, attore statunitense († 1983)
- 1900 - Halina Konopacka, discobola polacca († 1989)
- 1900 - John Longden, attore britannico († 1971)
- 1900 - Mario Salfi, zoologo, biologo e entomologo italiano († 1970)

## XX secolo(942)
- 1901 - Arvīds Bārda, calciatore lettone († 1940)
- 1901 - Magda Goebbels, attivista tedesca († 1945)
- 1901 - Lothar Hermann, superstite dell'Olocausto tedesco († 1974)
- 1901 - Gino Lacquaniti, geografo, poeta e saggista italiano († 1982)
- 1901 - Richard Lindner, pittore tedesco († 1978)
- 1901 - Giorgio Ronconi, calciatore italiano
- 1901 - Sam Spiegel, produttore cinematografico austro-ungarico († 1985)
- 1902 - Augusto Ferrais, calciatore italiano
- 1902 - Mario Ghisalberti, librettista italiano († 1980)
- 1902 - Kleanthis Palaiologos, atleta, allenatore di atletica e scrittore greco († 1990)
- 1902 - Domenico Sartori, scrittore italiano († 1956)
- 1903 - Vittorio Moccagatta, militare italiano († 1941)
- 1903 - Hermanni Pihlajamäki, lottatore finlandese († 1982)
- 1903 - Isaac Bashevis Singer, scrittore e traduttore polacco († 1991)
- 1903 - Teófilo Yldefonso, nuotatore filippino († 1942)
- 1904 - Idilio Dell'Era, poeta, romanziere e saggista italiano († 1988)
- 1904 - Camillo Fenili, calciatore italiano († 1973)
- 1904 - Alger Hiss, avvocato e diplomatico statunitense († 1996)
- 1904 - Joseph Jackson, velocista francese († 1981)
- 1904 - John Henry Constantine Whitehead, matematico britannico († 1960)
- 1905 - Bellarmino Bagatti, francescano, presbitero e archeologo italiano († 1990)
- 1905 - Charles Borah, velocista statunitense († 1980)
- 1905 - Constantin Cantacuzino, nobile, aviatore e hockeista su ghiaccio rumeno († 1958)
- 1905 - Erskine H. Childers, politico irlandese († 1974)
- 1905 - Ugo Gallo, ispanista, traduttore e poeta italiano († 1957)
- 1905 - Aurelio Garobbio, giornalista svizzero († 1992)
- 1905 - Otto Kirchheimer, giurista e politologo tedesco († 1965)
- 1905 - Umberto Manzini, calciatore italiano
- 1905 - Carlos Volante, calciatore argentino († 1987)
- 1906 - Augustin Chantrel, calciatore francese († 1956)
- 1906 - Lalla Romano, poetessa, scrittrice e giornalista italiana († 2001)
- 1907 - Raymond Abellio, scrittore francese († 1986)
- 1907 - Karen Holtsmark, pittrice norvegese († 1998)
- 1907 - Giacomo Narizzano, calciatore italiano († 1976)
- 1907 - Lev Nikolaevič Oborin, pianista russo († 1974)
- 1908 - Serafín Aedo, calciatore spagnolo († 1988)
- 1908 - Martin Held, attore tedesco († 1992)
- 1908 - Anna Hřebřinová, ginnasta ceca († 1993)
- 1908 - Raquel Torres, attrice messicana († 1987)
- 1909 - Giovanni Maria Angioy, politico italiano († 2000)
- 1909 - Robert Ryan, attore statunitense († 1973)
- 1909 - Giambattista Salinari, partigiano e storico della letteratura italiano († 1973)
- 1909 - Piero Scotti, pilota automobilistico italiano († 1976)
- 1909 - Ottavio Ziino, direttore d'orchestra e compositore italiano († 1995)
- 1910 - Vincent Cotroni, mafioso italiano († 1984)
- 1910 - Franz Kemser, bobbista tedesco († 1986)
- 1910 - Martín Martínez Pascual, presbitero spagnolo († 1936)
- 1910 - Carl Alvar Wirtanen, astronomo statunitense († 1990)
- 1911 - Enrico Aillaud, diplomatico e ambasciatore italiano († 2004)
- 1911 - Athos Ammannato, ufficiale e aviatore italiano († 1941)
- 1911 - Hans Bothmann, militare tedesco († 1946)
- 1911 - Ken Callis, cestista canadese
- 1911 - Antonio Casas, attore spagnolo († 1982)
- 1911 - Caleb Gattegno, matematico e pedagogista egiziano († 1988)
- 1911 - Martha Genenger, nuotatrice tedesca († 1995)
- 1911 - Patric Knowles, attore britannico († 1995)
- 1911 - Enzo Martinelli, matematico italiano († 1999)
- 1911 - Roberto Matta, pittore e architetto cileno († 2002)
- 1911 - Victor Rutenburg, storico sovietico († 1988)
- 1911 - Harry Saager, ciclista su strada e pistard tedesco († 1999)
- 1911 - José María Sánchez Silva, scrittore spagnolo († 2002)
- 1911 - Severino Savi, presbitero italiano († 1997)
- 1911 - Arnaldo Taddei, calciatore italiano
- 1911 - Abdel Moneim Wahby, cestista, arbitro di pallacanestro e dirigente sportivo egiziano († 1988)
- 1911 - Charles Walters, regista, ballerino e coreografo statunitense († 1982)
- 1912 - Nina Andrycz, attrice polacca († 2014)
- 1912 - Ermanno Poggipollini, calciatore italiano
- 1912 - Giuseppe Tocco, politico italiano († 2006)
- 1912 - Juliette de Baïracli Levy, veterinaria e scrittrice britannica († 2009)
- 1912 - Jaime del Burgo Torres, bibliografo e storico spagnolo († 2005)
- 1913 - Dezider Kostka, calciatore slovacco († 1986)
- 1913 - Sonja Wigert, attrice norvegese († 1980)
- 1914 - Howard Fast, scrittore statunitense († 2003)
- 1914 - Sydney Joseph Freedberg, storico dell'arte statunitense († 1997)
- 1914 - Daisy Bates, attivista, editrice e giornalista statunitense († 1999)
- 1914 - Mohamed Habib, cestista e allenatore di pallacanestro egiziano († 2007)
- 1914 - Józef Korbas, calciatore polacco († 1981)
- 1914 - John Latouche, compositore, librettista e paroliere statunitense († 1956)
- 1914 - Eugene Nida, linguista e traduttore statunitense († 2011)
- 1914 - Henry Menasco Wade, giurista e avvocato statunitense († 2001)
- 1915 - Severo Cominelli, calciatore italiano († 1998)
- 1915 - Benito Albino Dalser, militare italiano († 1942)
- 1915 - Matt Guokas, cestista statunitense († 1993)
- 1915 - Otello Marilli, politico italiano († 1979)
- 1915 - Anna Schwartz, economista statunitense († 2012)
- 1915 - Adriano Visconti, ufficiale italiano († 1945)
- 1916 - Mary Anthony, ballerina, coreografa e insegnante statunitense († 2014)
- 1916 - Giuseppe Avarna, poeta e scrittore italiano († 1999)
- 1916 - Giovanni Buich, calciatore austriaco
- 1916 - Émile Frézot, cestista francese († 2001)
- 1916 - Josef Gauchel, calciatore tedesco († 1963)
- 1916 - Rafael Portillo, regista cinematografico e sceneggiatore messicano († 1995)
- 1916 - Edilio Rusconi, editore, giornalista e scrittore italiano († 1996)
- 1917 - Manuel Alexandre, attore spagnolo († 2010)
- 1917 - Maria Luisa Righini Bonelli, storica della scienza e museologa italiana († 1981)
- 1917 - Roberto Mario Fano, informatico e ingegnere italiano († 2016)
- 1917 - Gertrude Grob-Prandl, soprano austriaco († 1995)
- 1917 - Abram Hoffer, psichiatra canadese († 2009)
- 1917 - Tippy Larkin, pugile statunitense († 1991)
- 1917 - Bruna Pellesi, religiosa italiana († 1972)
- 1917 - Mack Reynolds, scrittore e giornalista statunitense († 1983)
- 1918 - Vittorio Barberis, calciatore e allenatore di calcio italiano
- 1918 - George Bray, calciatore britannico († 2002)
- 1918 - Chen Qiang, attore cinese († 2012)
- 1918 - Stubby Kaye, attore e comico statunitense († 1997)
- 1918 - Vittorio Lanternari, etnologo e storico delle religioni italiano († 2010)
- 1918 - Luigi Santucci, scrittore, poeta e commediografo italiano († 1999)
- 1919 - Umberto Franzini, calciatore italiano († 1943)
- 1919 - Agostino Lazzari, tenore italiano († 1981)
- 1919 - Erio Nicolò, fumettista italiano († 1983)
- 1919 - Luigi Perugini, calciatore italiano
- 1919 - Piero Sadun, pittore italiano († 1974)
- 1920 - Luigi Di Mauro, sindacalista e politico italiano († 2011)
- 1920 - Paul Robert Ignatius, politico e militare statunitense
- 1920 - Roy Jenkins, politico e scrittore britannico († 2003)
- 1920 - Walter Krupinski, generale e aviatore tedesco († 2000)
- 1920 - Bruno Sobrero, atleta italiano († 2014)
- 1920 - Chaike Belchatowska Spiegel, partigiana polacca († 2002)
- 1921 - Renato Assante, militare italiano († 1944)
- 1921 - Bruno Banducci, giocatore di football americano italiano († 1985)
- 1921 - Arnaldo Battistoni, incisore e pittore italiano († 1990)
- 1921 - Terrel Bell, politico statunitense († 1996)
- 1921 - Giovanni Beretta, calciatore e allenatore di calcio italiano
- 1921 - Alessandra Codazzi, politica, sindacalista e partigiana italiana († 2010)
- 1921 - Ron Greenwood, calciatore e allenatore di calcio inglese († 2006)
- 1921 - Manoel Raymundo Pais de Almeida, imprenditore, dirigente sportivo e allenatore di calcio brasiliano († 2014)
- 1921 - Milorad Pavić, allenatore di calcio jugoslavo († 2005)
- 1921 - Raoul Righi, arbitro di calcio italiano († 2013)
- 1921 - Jean-Claude Samuel, calciatore francese († 2015)
- 1921 - Martino Scovacricchi, politico italiano († 2005)
- 1922 - Carlo Baccarini, calciatore e allenatore di calcio italiano († 2000)
- 1922 - George Blake, diplomatico e agente segreto britannico († 2020)
- 1922 - Alvaro Cecati, calciatore italiano
- 1922 - Dante Isella, critico letterario e filologo italiano († 2007)
- 1922 - Abdullahi Issa Mohamud, politico somalo († 1988)
- 1922 - Fred J. Koenekamp, direttore della fotografia statunitense († 2017)
- 1922 - Kurt Vonnegut, scrittore statunitense († 2007)
- 1923 - Alberto Aparicio, calciatore boliviano
- 1923 - Bill Downey, cestista statunitense († 2015)
- 1923 - Anastasia di Meclemburgo-Schwerin, principessa tedesca († 1979)
- 1924 - Sergio Anselmi, storico italiano († 2003)
- 1924 - Luis Martín-Santos Ribera, psichiatra e scrittore spagnolo († 1964)
- 1925 - Enzo Amadori, cantante, compositore e produttore discografico italiano
- 1925 - Carlo Cerioni, cestista e allenatore di pallacanestro italiano († 2009)
- 1925 - Tina Costa, partigiana e sindacalista italiana († 2019)
- 1925 - Giordano Falzoni, artista, scrittore e attore italiano († 1998)
- 1925 - John Guillermin, regista inglese († 2015)
- 1925 - Giuliano Gusso, politico italiano († 1987)
- 1925 - Bruno Martino, cantante, compositore e pianista italiano († 2000)
- 1925 - Arne Månsson, calciatore svedese († 2003)
- 1925 - Kalle Svensson, calciatore svedese († 2000)
- 1925 - June Whitfield, attrice britannica († 2018)
- 1925 - Jonathan Winters, attore e doppiatore statunitense († 2013)
- 1926 - Torfi Bryngeirsson, lunghista e astista islandese († 1995)
- 1926 - José Manuel Caballero Bonald, poeta e scrittore spagnolo († 2021)
- 1926 - Francesco De Robbio, arbitro di calcio e dirigente sportivo italiano († 2009)
- 1926 - Marian Diamond, neurologa e psichiatra statunitense († 2017)
- 1926 - Maria Teresa de Filippis, pilota automobilistica italiana († 2016)
- 1926 - Noah Gordon, scrittore statunitense († 2021)
- 1926 - Filiberto Menna, storico dell'arte italiano († 1989)
- 1926 - Alfredo Oscar Saint-Jean, generale e politico argentino († 1987)
- 1926 - Johnny Walker, attore indiano († 2003)
- 1927 - Mose Allison, pianista e cantante statunitense († 2016)
- 1927 - Efisio Arru, medico italiano († 2000)
- 1927 - Maati Bouabid, politico marocchino († 1996)
- 1927 - Euro Galletti, ex calciatore italiano
- 1927 - Gianni Giadresco, partigiano, politico e scrittore italiano († 2005)
- 1927 - Carlo Lucchesi, calciatore italiano († 2021)
- 1927 - Odette Lusien, nuotatrice francese († 2007)
- 1927 - Luigi Malerba, scrittore e sceneggiatore italiano († 2008)
- 1927 - Salvatore Pricoco, storico italiano
- 1927 - James Roose-Evans, regista teatrale, direttore artistico e attore britannico († 2022)
- 1928 - Ernestine Anderson, cantante statunitense († 2016)
- 1928 - Giuseppe Formica, calciatore italiano († 2006)
- 1928 - Carlos Fuentes, scrittore, saggista e sceneggiatore messicano († 2012)
- 1928 - Giovanni Furia, politico italiano († 2014)
- 1928 - Dora Gatta, soprano italiano († 1979)
- 1928 - Romualda Gruszczyńska, cestista, pallavolista e pallamanista polacca († 1996)
- 1928 - Joseph Mercieca, arcivescovo cattolico maltese († 2016)
- 1928 - Gracita Morales, attrice spagnola († 1995)
- 1928 - Mircea Mureșan, regista e sceneggiatore rumeno († 2020)
- 1929 - LaVern Baker, cantante statunitense († 1997)
- 1929 - Hans Magnus Enzensberger, scrittore, poeta e traduttore tedesco († 2022)
- 1929 - André Le Dissez, ciclista su strada francese († 2018)
- 1930 - Mabandla Dlamini, politico swati († 2025)
- 1930 - Mildred Dresselhaus, fisica statunitense († 2017)
- 1930 - Hugh Everett III, fisico statunitense († 1982)
- 1930 - Vernon Handley, direttore d'orchestra britannico († 2008)
- 1930 - Alevtina Kolčina, fondista sovietica († 2022)
- 1930 - Enzo Masci, giocatore di baseball italiano († 1995)
- 1930 - Ronald Austin Mulkearns, vescovo cattolico australiano († 2016)
- 1930 - Tadeusz Nowak, scrittore e poeta polacco († 1991)
- 1930 - Jorge Sánchez García, calciatore argentino († 1990)
- 1931 - Alessandro Pizzorusso, giurista e costituzionalista italiano († 2015)
- 1931 - Thomas Shardelow, pistard sudafricano († 2019)
- 1931 - Pete Stark, politico statunitense († 2020)
- 1932 - Milton Pessanha, calciatore brasiliano († 1993)
- 1932 - Giuseppe Francese, ammiraglio italiano († 1995)
- 1932 - Jorge Lavelli, regista teatrale e direttore teatrale argentino († 2023)
- 1932 - Germano Mosconi, giornalista e conduttore televisivo italiano († 2012)
- 1932 - Paul Nguyễn Thanh Hoan, vescovo cattolico vietnamita († 2014)
- 1932 - Fernando Perdigão, calciatore portoghese († 2007)
- 1933 - Martino Finotto, pilota automobilistico italiano († 2014)
- 1933 - Sammy Miller, pilota motociclistico britannico
- 1933 - Benito Paolone, politico e dirigente sportivo italiano († 2012)
- 1933 - Rosa Regàs, scrittrice spagnola († 2024)
- 1933 - Frans Schoubben, ciclista su strada belga († 1997)
- 1933 - Keiko Tanaka, ginnasta giapponese († 2023)
- 1933 - Miriam Tlali, scrittrice sudafricana († 2017)
- 1934 - Antonio Amato, canottiere italiano († 2021)
- 1934 - Elżbieta Krzesińska, lunghista polacca († 2015)
- 1934 - Enrico Lucchini, batterista italiano († 1999)
- 1934 - Paula Myers-Pope, tuffatrice statunitense († 1995)
- 1934 - John Reilly, attore statunitense († 2021)
- 1934 - Nadine Trintignant, regista e sceneggiatrice francese
- 1935 - Bibi Andersson, attrice svedese († 2019)
- 1935 - John Patrick Foley, cardinale e arcivescovo cattolico statunitense († 2011)
- 1935 - Ken Larsen, cestista canadese († 2012)
- 1936 - Susan Kohner, attrice statunitense
- 1936 - Esther Mahalangu, pittrice sudafricana
- 1936 - Louis Martin, sollevatore britannico († 2015)
- 1936 - Willie May, ostacolista statunitense († 2012)
- 1936 - Mala Sinha, attrice indiana
- 1937 - Felice Barbetta, ex calciatore italiano
- 1937 - Vittorio Brambilla, pilota motociclistico e pilota automobilistico italiano († 2001)
- 1937 - Paolo Bregni, scenografo e costumista italiano
- 1937 - André Brugiroux, scrittore francese
- 1937 - Francis Gorman, ex tuffatore statunitense
- 1937 - Helga Henning, velocista tedesca († 2018)
- 1937 - Rudy LaRusso, cestista statunitense († 2004)
- 1937 - Alan Oppenheim, docente statunitense
- 1937 - Michael Sata, politico zambiano († 2014)
- 1937 - Marlene Schmidt, modella e attrice tedesca
- 1937 - Jurij Šabanov, scacchista russo († 2010)
- 1938 - Ants Antson, pattinatore di velocità su ghiaccio sovietico († 2015)
- 1938 - Jordi Badía Romero, fumettista spagnolo († 1984)
- 1938 - Andras Cziotka, calciatore ungherese († 2008)
- 1938 - Salvador Dijols, cestista portoricano († 2010)
- 1938 - Roger LaVern, musicista britannico († 2013)
- 1938 - Nagat El-Saghira, cantante e attrice egiziana
- 1938 - Josef Odložil, mezzofondista cecoslovacco († 1993)
- 1938 - Giovanni Ivan Scratuglia, attore italiano († 2013)
- 1938 - Costanza Segre Montel, storica dell'arte italiana († 2016)
- 1938 - Sandro Tiberi, calciatore, allenatore di calcio e dirigente sportivo italiano († 2025)
- 1938 - Remo Vigni, calciatore italiano († 2019)
- 1938 - Wu Yi, politica cinese
- 1938 - Haruhiro Yamashita, ex ginnasta giapponese
- 1938 - Fausto Zevi, archeologo italiano
- 1939 - Denise Alexander, attrice statunitense († 2025)
- 1939 - Paolo Baratta, economista e manager italiano
- 1939 - Klavdija Bojarskich, fondista sovietica († 2009)
- 1939 - Kenizé Mourad, giornalista e scrittrice francese
- 1939 - Raúl Adolfo Pérez, calciatore argentino († 2014)
- 1940 - Boris Aleksandrovič Baranov, ingegnere sovietico († 2005)
- 1940 - Barbara Boxer, politica statunitense
- 1940 - Dennis Coffey, chitarrista statunitense
- 1940 - Livio Fanzaga, presbitero, conduttore radiofonico e teologo italiano
- 1940 - Franco Ferraro, imprenditore italiano
- 1940 - Mike Melvill, aviatore e astronauta sudafricano
- 1940 - Louis Pilot, allenatore di calcio e calciatore lussemburghese († 2016)
- 1941 - Fernando Ribeiro de Mello, editore portoghese († 1992)
- 1941 - Bruno Bonollo, ex calciatore italiano
- 1941 - Raffaele Cormio, fumettista e illustratore italiano († 1981)
- 1941 - Helga Masthoff, ex tennista tedesca
- 1941 - Dai Morris, ex rugbista a 15 gallese
- 1941 - Giorgio Orefice, pittore italiano
- 1941 - Giovanni Salghetti Drioli, politico italiano
- 1941 - Hans-Christoph Schmitt, teologo tedesco († 2020)
- 1941 - Jorge Solari, allenatore di calcio e ex calciatore argentino
- 1942 - Jejomar Binay, politico filippino
- 1942 - Charles Konan Banny, politico e economista ivoriano († 2021)
- 1942 - Jevgēņija Ļisicina, organista lettone
- 1942 - Marianne McAndrew, attrice statunitense
- 1942 - Helmut Uhlig, cestista e allenatore di pallacanestro tedesco († 2014)
- 1943 - Dave Cockrum, fumettista statunitense († 2006)
- 1944 - Jennifer Bate, organista britannica († 2020)
- 1944 - Tore Berger, ex canoista norvegese
- 1944 - Paul Bùi Văn Đọc, arcivescovo cattolico vietnamita († 2018)
- 1944 - Raúl Duarte, ex cestista peruviano
- 1944 - Andreas Furtwängler, numismatico e archeologo tedesco
- 1944 - Luciana Gilli, attrice italiana
- 1944 - Per Ivar Moe, ex pattinatore di velocità su ghiaccio norvegese
- 1944 - Marco Paggi, anglista, traduttore e critico letterario italiano († 1989)
- 1944 - Antonio Pisani, politico italiano
- 1944 - José Sancho, attore spagnolo († 2013)
- 1944 - Chris Smither, cantautore e musicista statunitense
- 1944 - Kemal Sunal, attore turco († 2000)
- 1944 - Alan Vint, attore statunitense († 2006)
- 1945 - Walden Bello, sociologo, ambientalista e politico filippino
- 1945 - Chris Dreja, chitarrista e bassista inglese
- 1945 - Kafula Ngoie, ex calciatore della Repubblica Democratica del Congo
- 1945 - Daniel Ortega, politico, guerrigliero e militare nicaraguense
- 1945 - Sergio Picciafuoco, criminale italiano († 2022)
- 1945 - Pop Robson, ex calciatore inglese
- 1945 - Giovanni Toschi, ex calciatore italiano
- 1945 - Claudio Zin, giornalista e politico italiano
- 1946 - Corrine Brown, politica statunitense
- 1946 - Paolo Fanelli, politico italiano
- 1946 - Al Holbert, pilota automobilistico statunitense († 1988)
- 1946 - Michele Maffei, ex schermidore, maestro di scherma e dirigente sportivo italiano
- 1946 - Folkert Meeuw, ex nuotatore tedesco occidentale
- 1946 - Cristina Perincioli, regista, scrittrice e attivista svizzera
- 1946 - Ruggero Ruggeri, politico italiano
- 1946 - Vladimir Alekseevič Solovëv, cosmonauta sovietico
- 1946 - Waltencir, calciatore brasiliano († 1978)
- 1947 - Ai Xuan, pittore cinese
- 1947 - Carmine Ampolo, storico italiano
- 1947 - Laura Belli, attrice, regista e cantante italiana
- 1947 - José Ramón Betzuen, ex calciatore spagnolo
- 1947 - Ramón Cabrero, allenatore di calcio e calciatore spagnolo († 2017)
- 1947 - Vicente Feliú, cantautore cubano († 2021)
- 1947 - René LeClerc, ex hockeista su ghiaccio canadese
- 1947 - Roberto Nobile, attore italiano († 2022)
- 1948 - Sven Alkalaj, diplomatico e politico bosniaco
- 1948 - José Antonio Barrios, ex calciatore e allenatore di calcio spagnolo
- 1948 - Aleksandr Baryšnikov, pesista sovietico († 2024)
- 1948 - Susanna Kaysen, scrittrice statunitense
- 1948 - Robert John "Mutt" Lange, produttore discografico, musicista e compositore zambiano
- 1948 - Vincent Schiavelli, attore, gastronomo e regista teatrale statunitense († 2005)
- 1949 - Aitor Aguirre, ex calciatore spagnolo
- 1949 - Safet Berisha, calciatore albanese († 2016)
- 1949 - Ismail Petra di Kelantan, sovrano malese († 2019)
- 1949 - Dīmītrīs Kokolakīs, ex cestista greco
- 1949 - Aurora McKenny Pijuan, modella filippina
- 1949 - Lenora Nemetz, attrice, cantante e ballerina statunitense
- 1950 - Jan Johnson, astista statunitense († 2025)
- 1950 - Boyd Kirkland, regista, sceneggiatore e produttore televisivo statunitense († 2011)
- 1950 - Jim Peterik, musicista statunitense
- 1950 - Ron Riley, ex cestista statunitense
- 1950 - Rex Sellers, ex velista neozelandese
- 1951 - Zoltán Bakó, ex canoista ungherese
- 1951 - Sebastian Francis, cardinale e vescovo cattolico malese
- 1951 - Pini Gershon, ex cestista, allenatore di pallacanestro e dirigente sportivo israeliano
- 1951 - Kevin Kunnert, ex cestista statunitense
- 1951 - Santo Liotta, politico italiano
- 1951 - Sergio Magistrelli, ex calciatore italiano
- 1951 - Bill Moseley, attore statunitense
- 1951 - Kim Peek, statunitense († 2009)
- 1951 - Fuzzy Zoeller, golfista statunitense
- 1952 - Benedito de Assis da Silva, calciatore e allenatore di calcio brasiliano († 2014)
- 1952 - Luisa Bossa, politica italiana
- 1952 - Kama Sywor Kamanda, poeta, romanziere e giornalista della Repubblica Democratica del Congo
- 1952 - Christopher Loeak, politico marshallese
- 1952 - David Nazar, presbitero canadese
- 1952 - Bobby Parker, ex calciatore inglese
- 1952 - Gerhard Stolle, ex mezzofondista tedesco
- 1952 - Gertrude Tumpel-Gugerell, economista austriaca
- 1953 - Marshall Crenshaw, cantautore e chitarrista statunitense
- 1953 - Jimmy Holmes, ex calciatore irlandese
- 1953 - Evelyn Matthei, politica e economista cilena
- 1953 - Andy Partridge, cantante, chitarrista e produttore discografico britannico
- 1953 - Pedro Pedrazzini, scultore svizzero
- 1953 - Joe Smith, ex calciatore scozzese
- 1953 - Bruce Woolley, chitarrista, compositore e produttore discografico britannico
- 1954 - Mary Gaitskill, scrittrice statunitense
- 1954 - Nicholas Holmes, ex calciatore e allenatore di calcio inglese
- 1954 - Claudio Marangoni, ex calciatore argentino
- 1954 - Andrea Pavani, ex giocatore di curling italiano
- 1954 - Roger Slifer, fumettista, sceneggiatore e produttore televisivo statunitense († 2015)
- 1954 - Laurence de Monaghan, attrice e avvocatessa francese
- 1955 - George Alhassan, ex calciatore ghanese
- 1955 - Dave Alvin, musicista e cantante statunitense
- 1955 - Enrico Bernard, drammaturgo, regista e italianista italiano
- 1955 - Warren Bryant, giocatore di football americano statunitense († 2021)
- 1955 - Filip De Man, politico e giornalista belga
- 1955 - Earl Evans, cestista statunitense († 2012)
- 1955 - Boney Kapoor, produttore cinematografico indiano
- 1955 - Stephen Lee, attore statunitense († 2014)
- 1955 - Gregory John Mansour, vescovo cattolico statunitense
- 1955 - Friedrich Merz, politico e avvocato tedesco
- 1955 - Žarko Odžakov, allenatore di calcio, ex calciatore e ex giocatore di calcio a 5 jugoslavo
- 1955 - Kambuzia Partovi, regista e sceneggiatore iraniano († 2020)
- 1955 - Maddalena Silvestri, ex sciatrice alpina italiana
- 1955 - Jigme Singye Wangchuck, re bhutanese
- 1956 - Alhaji Mohammed Ahmed, ex calciatore ghanese
- 1956 - Lucia Arduini, fumettista italiana
- 1956 - Guido Maria Guida, pianista e direttore d'orchestra italiano
- 1956 - Martin Sarmiento Jumoad, arcivescovo cattolico filippino
- 1956 - Edgar Lungu, politico zambiano († 2025)
- 1956 - Camillo Placì, allenatore di pallavolo e dirigente sportivo italiano
- 1956 - Germano Serafin, chitarrista e violinista italiano († 1992)
- 1956 - Vedran Smailović, violoncellista bosniaco
- 1956 - Alberto Tejada Noriega, ex arbitro di calcio e politico peruviano
- 1957 - Célio Alves, ex calciatore brasiliano
- 1957 - Stefano Burbi, compositore e direttore d'orchestra italiano
- 1957 - Vince DiCola, compositore, tastierista e arrangiatore statunitense
- 1957 - Petre Dumitru, ex sollevatore rumeno
- 1957 - Ivano Gamelli, pedagogista italiano
- 1957 - Italo Giglioli, attore teatrale e cabarettista italiano
- 1957 - Frank Grima, ex calciatore maltese
- 1957 - Enrico Iannelli, matematico italiano († 2019)
- 1957 - Michelle de Kretser, scrittrice australiana
- 1957 - Cristina Moffa, attrice, cantante e showgirl italiana
- 1957 - Ana Pastor, politica spagnola
- 1958 - Claudio Casadio, attore teatrale e attore cinematografico italiano
- 1958 - Luz Casal, cantante spagnola
- 1958 - Kazimieras Černis, astronomo lituano
- 1958 - John Devine, ex calciatore e preparatore atletico irlandese
- 1958 - Anatolij Jarkin, ex ciclista su strada ucraino
- 1958 - Perry Moss, ex cestista statunitense
- 1958 - Steven Nadler, storico della filosofia statunitense
- 1958 - Chris Wreghitt, ex ciclista su strada e ciclocrossista britannico
- 1959 - Andrea Bienias, ex altista tedesca
- 1959 - Katja Flint, attrice tedesca
- 1959 - Lee Haney, ex culturista statunitense
- 1959 - Pierre Léon, regista, attore e critico cinematografico francese
- 1959 - Marcianne Mukamurenzi, ex mezzofondista e maratoneta ruandese
- 1959 - Misako Tanaka, attrice giapponese
- 1959 - Donna Wilkes, attrice statunitense
- 1959 - Carl Williams, pugile statunitense († 2013)
- 1959 - Masako Yanagi, ex tennista giapponese
- 1960 - Glenn Bourke, velista australiano
- 1960 - Jean-Philippe Durand, allenatore di calcio e ex calciatore francese
- 1960 - Marcel Koller, allenatore di calcio e ex calciatore svizzero
- 1960 - Hyapatia Lee, scrittrice, ex attrice pornografica e musicista statunitense
- 1960 - Bill Lobley, attore, doppiatore e cabarettista statunitense
- 1960 - Peter Parros, attore statunitense
- 1960 - Christian Prudhomme, giornalista francese
- 1960 - Willie Redden, cestista statunitense
- 1960 - Gastón Taborga, ex calciatore boliviano
- 1960 - Stanley Tucci, attore e regista statunitense
- 1960 - Paola Vittoria, ex velista italiana
- 1961 - Michele Colasanto, ex calciatore italiano
- 1961 - Tonči Gabrić, allenatore di calcio e calciatore croato († 2024)
- 1961 - Matt Ghaffari, ex lottatore statunitense
- 1961 - Ricky Hunley, ex giocatore di football americano e allenatore di football americano statunitense
- 1961 - Jurij Mil'ner, imprenditore e fisico russo
- 1961 - Gary Mills, allenatore di calcio e ex calciatore inglese
- 1961 - Milton Luiz de Souza Filho, ex calciatore brasiliano
- 1961 - Marco Presta, attore, conduttore radiofonico e scrittore italiano
- 1961 - Half Pint, cantautore giamaicano
- 1961 - Karin Seick, ex nuotatrice tedesca occidentale
- 1961 - Franco Vanzo, ex hockeista su pista e allenatore di hockey su pista italiano
- 1961 - Paolo Vazzoler, ex cestista e dirigente sportivo italiano
- 1961 - Luca Zingaretti, attore e regista italiano
- 1962 - Vaggelīs Aggelou, allenatore di pallacanestro e ex cestista greco
- 1962 - Jamie Bartman, allenatore di hockey su ghiaccio e ex hockeista su ghiaccio canadese
- 1962 - Choi Myung-gil, attrice sudcoreana
- 1962 - Stefano Colantoni, ex cestista e allenatore di pallacanestro italiano
- 1962 - Thierry Goudet, allenatore di calcio e ex calciatore francese
- 1962 - Vlado Kasalo, ex calciatore croato
- 1962 - Lloyd Langlois, ex sciatore freestyle canadese
- 1962 - Mic Michaeli, tastierista svedese
- 1962 - Demi Moore, attrice statunitense
- 1962 - Giorgio Taormina, ex calciatore italiano
- 1963 - Anne Blaire, ex cestista francese
- 1963 - Paolo Cavallone, conduttore radiofonico, attore teatrale e conduttore televisivo italiano
- 1963 - Marc Delpoux, ex rugbista a 15, allenatore di rugby a 15 e dirigente sportivo francese
- 1963 - Paul John James, allenatore di calcio e ex calciatore canadese
- 1963 - Carrie Nuttall, fotografa statunitense
- 1963 - Jevetta Steele, cantante statunitense
- 1963 - Toshihide Tsuchiya, doppiatore giapponese
- 1964 - Anabel Alonso, attrice spagnola
- 1964 - Hamdullah Babazadeh, ex calciatore e ex giocatore di calcio a 5 iraniano
- 1964 - Calista Flockhart, attrice statunitense
- 1964 - Joseph E. Gallagher, direttore della fotografia statunitense
- 1964 - Lee Sun-hee, cantautrice sudcoreana
- 1964 - Philip McKeon, attore e produttore cinematografico statunitense († 2019)
- 1964 - Ildikó Pusztai, ex schermitrice ungherese
- 1964 - Miguel Sanabria, ex calciatore paraguaiano
- 1964 - Giulio Scarfì, astronomo italiano
- 1964 - Kobi Shabtai, ex militare e poliziotto israeliano
- 1965 - Raffaele Amato, mafioso italiano
- 1965 - Massimiliano De Toma, politico italiano
- 1965 - Kåre Ingebrigtsen, dirigente sportivo, allenatore di calcio e ex calciatore norvegese
- 1965 - Emilia Mazer, attrice argentina
- 1965 - Max Mutchnick, sceneggiatore e produttore televisivo statunitense
- 1965 - Andreja Pukšić, ex cestista jugoslava
- 1965 - Stefan Schwarzmann, batterista tedesco
- 1965 - Kim Stockwood, cantante canadese
- 1965 - Barry Sumpter, ex cestista statunitense
- 1965 - Isidro Villanova, ex calciatore spagnolo
- 1966 - Benedicta Boccoli, attrice, showgirl e conduttrice radiofonica italiana
- 1966 - Alessandro Castagna, allenatore di calcio e ex calciatore italiano
- 1966 - Alison Doody, attrice e modella irlandese
- 1966 - Paul Kinnaird, ex calciatore scozzese
- 1966 - Mihnea Motoc, diplomatico e politico rumeno
- 1966 - Peaches, compositrice, cantante e produttrice discografica canadese
- 1966 - Serena Pellegrino, architetto e politica italiana
- 1966 - Hubert Schösser, ex bobbista austriaco
- 1967 - Frank John Hughes, attore, sceneggiatore e doppiatore statunitense
- 1967 - Bill Musgrave, ex giocatore di football americano e allenatore di football americano statunitense
- 1967 - Van Hammer, ex wrestler statunitense
- 1967 - Gil de Ferran, pilota automobilistico brasiliano († 2023)
- 1968 - Lavell Crawford, comico e attore statunitense
- 1968 - Dag Øistein Endsjø, storico delle religioni norvegese
- 1968 - Diego Fuser, ex calciatore italiano
- 1968 - Raymond Hecht, ex giavellottista tedesco
- 1968 - Norm Hewitt, rugbista a 15 neozelandese († 2024)
- 1968 - Tim Huelskamp, politico statunitense
- 1968 - Jennifer Jostyn, attrice statunitense
- 1968 - Kim Young-ha, scrittore sudcoreano
- 1968 - Muangchai Kittikasem, ex pugile thailandese
- 1968 - Min Jin Lee, scrittrice statunitense
- 1968 - Frederic Massara, dirigente sportivo, allenatore di calcio e ex calciatore italiano
- 1968 - Roberto Murgita, allenatore di calcio e ex calciatore italiano
- 1968 - Nikolaj Pisarev, allenatore di calcio e ex calciatore russo
- 1968 - George Desmond Tambala, arcivescovo cattolico malawiano
- 1969 - Gorki Águila, cantante e attivista cubano
- 1969 - Mark Baker, ex cestista statunitense
- 1969 - Richard Dormer, attore britannico
- 1969 - Luigi Ferraiuolo, giornalista italiano
- 1969 - Mario Gastan, ex calciatore uruguaiano
- 1969 - Federico Greco, regista italiano
- 1969 - Tor Andre Grenersen, ex calciatore norvegese
- 1969 - Haldis Marie Kjomme Lid, artista norvegese
- 1969 - Celestine Imbaya, ex cestista keniota
- 1969 - Carson Kressley, personaggio televisivo statunitense
- 1969 - Maurizio Lauzi, cantautore italiano
- 1969 - Noël Mitrani, regista e sceneggiatore canadese
- 1969 - Robeiro Moreno, allenatore di calcio e ex calciatore colombiano
- 1969 - Rubén Ruiz Díaz, ex calciatore paraguaiano
- 1970 - Corrado Accordino, attore, regista e drammaturgo italiano
- 1970 - Fahad Al-Mehallel, ex calciatore saudita
- 1970 - Agata Balsamo, ex mezzofondista italiana
- 1970 - Matteo Colapietra, militare italiano
- 1970 - Mark Draper, ex calciatore inglese
- 1970 - Gilles Grimandi, ex calciatore francese
- 1970 - Sverre Isachsen, pilota di rally norvegese
- 1970 - John Keister, allenatore di calcio e ex calciatore sierraleonese
- 1970 - Lighea, cantautrice e attrice teatrale italiana
- 1970 - Yamilet Martínez, ex cestista cubana
- 1970 - Cariddi Nardulli, attrice e sceneggiatrice statunitense
- 1970 - Niko Peleshi, politico albanese
- 1970 - Trisha Stafford, ex cestista e allenatrice di pallacanestro statunitense
- 1970 - Pavel Stratan, cantante moldavo
- 1971 - David DeLuise, attore statunitense
- 1971 - Goran Đorović, allenatore di calcio e ex calciatore serbo
- 1971 - José Echenique, ex calciatore venezuelano
- 1971 - Hedy Krissane, attore e regista italiano
- 1971 - Ruslan Lukin, ex calciatore azero
- 1971 - Benedetta Mazzini, attrice, conduttrice televisiva e conduttrice radiofonica italiana
- 1971 - Soňa Mihoková, ex biatleta slovacca
- 1971 - Tomas Pačėsas, ex cestista, allenatore di pallacanestro e politico lituano
- 1971 - François Salvagni, allenatore di pallavolo italiano
- 1972 - Adam Beach, attore canadese
- 1972 - Stéphane Cassard, allenatore di calcio e ex calciatore francese
- 1972 - Tyler Christopher, attore statunitense († 2023)
- 1972 - Lonnie Harrell, ex cestista statunitense
- 1972 - Lee Sang-min, ex cestista e allenatore di pallacanestro sudcoreano
- 1972 - Alessia Marcuzzi, conduttrice televisiva e imprenditrice italiana
- 1972 - Nurmat Mırzabayev, ex calciatore kazako
- 1972 - Alberto Pagliaro, disegnatore e illustratore italiano
- 1972 - Sergio Puglia, politico italiano
- 1972 - Elena Savoldi, ex tennista italiana
- 1973 - Stephanie Bice, politica statunitense
- 1973 - Tibor Dombi, ex calciatore ungherese
- 1973 - Marco Foderà, fumettista italiano
- 1973 - Mirsad Hibić, ex calciatore bosniaco
- 1973 - Ante Jurić, allenatore di calcio, ex calciatore e giocatore di beach soccer australiano
- 1973 - Jay Kristoff, scrittore australiano
- 1973 - Orly Levy-Abekasis, politica, modella e conduttrice televisiva israeliana
- 1973 - Chris McKay, regista, montatore e effettista statunitense
- 1973 - Tommaso Nannicini, economista e politico italiano
- 1973 - Ariel Roberto Pereyra, ex calciatore argentino
- 1973 - Şevval Sam, attrice e cantante turca
- 1973 - Jason White, chitarrista e bassista statunitense
- 1973 - Andre Woolridge, ex cestista statunitense
- 1974 - Patrizia Auer, ex sciatrice alpina italiana
- 1974 - Fabrizio Bernini, poeta e critico letterario italiano
- 1974 - Jon B., cantautore e paroliere statunitense
- 1974 - Gianluca Crisafi, doppiatore e direttore del doppiaggio italiano
- 1974 - Monica De La Cruz, politica statunitense
- 1974 - Leonardo DiCaprio, attore, sceneggiatore e produttore cinematografico statunitense
- 1974 - Jalal Harutyunyan, generale karabakho
- 1974 - Matze Knop, comico, conduttore radiofonico e cantante tedesco
- 1974 - Static Major, cantante statunitense († 2008)
- 1974 - Katherine Marsh, scrittrice statunitense
- 1974 - Walter Odede, ex calciatore keniota
- 1974 - Paola Pinna, politica italiana
- 1974 - Ricardo Soares, allenatore di calcio e ex calciatore portoghese
- 1975 - Angélica Vale, attrice e cantante messicana
- 1975 - Arianna, cantante e attrice teatrale italiana
- 1975 - Jenny Cooper, attrice canadese
- 1975 - Gláucio, ex calciatore brasiliano
- 1975 - Peter Olofsson, ex calciatore svedese
- 1975 - Bastian Reinhardt, ex calciatore tedesco
- 1975 - Gregory Wiseman, astronauta statunitense
- 1975 - Daisuke Ōhata, ex rugbista a 15 giapponese
- 1976 - David Beresford, ex calciatore inglese
- 1976 - Leilani Bishop, modella statunitense
- 1976 - László Bodrogi, ex ciclista su strada ungherese
- 1976 - Kaspar Dalgas, ex calciatore danese
- 1976 - Martin Fabuš, allenatore di calcio e ex calciatore slovacco
- 1976 - Ian Foster, allenatore di calcio e ex calciatore inglese
- 1976 - Rob Furlong, militare canadese
- 1976 - Jason Grilli, ex giocatore di baseball statunitense
- 1976 - Jesse F. Keeler, musicista canadese
- 1976 - Teruaki Mizuno, fumettista giapponese
- 1976 - Mohammed Omar Ahmed, ex calciatore kuwaitiano
- 1976 - Dijana Pavlović, attrice, attivista e politica serba
- 1976 - Eduardo de Pedro, politico argentino
- 1977 - Francesca Bria, economista italiana
- 1977 - Éric Chelle, allenatore di calcio e ex calciatore maliano
- 1977 - Alessandro Cortinovis, ex ciclista su strada italiano
- 1977 - Roger Eskeland, ex calciatore norvegese
- 1977 - Arianna Follis, ex fondista e scialpinista italiana
- 1977 - Carlotta Giorgi, medica italiana
- 1977 - Jeovânio, ex calciatore brasiliano
- 1977 - Bruno Lábaque, ex cestista argentino
- 1977 - Andreas Malm, attivista e saggista svedese
- 1977 - Maniche, allenatore di calcio e ex calciatore portoghese
- 1977 - Scoot McNairy, attore statunitense
- 1977 - Marsha Mehran, scrittrice iraniana († 2014)
- 1977 - Todd Pearson, ex nuotatore australiano
- 1977 - Walid Salah, ex calciatore egiziano
- 1977 - Vittoria Schisano, attrice italiana
- 1977 - Jill Vedder, ex modella, filantropa e attivista statunitense
- 1978 - Yasary Castrodad, pallavolista cubana
- 1978 - Aleksej D'jačenko, schermidore russo
- 1978 - Erik Edman, ex calciatore svedese
- 1978 - Leslie Fitzpatrick, allenatore di calcio e ex calciatore trinidadiano
- 1978 - LaMont Jordan, ex giocatore di football americano statunitense
- 1978 - Nikolaj Krjukov, ex ginnasta russo
- 1978 - Franco Marvulli, ex pistard e ciclista su strada svizzero
- 1978 - Marie-Ève Pelletier, schermitrice canadese
- 1978 - Luca Piemonte, ex canoista italiano
- 1978 - Manōlīs Psōmas, ex calciatore greco
- 1978 - Liudmila Radchenko, pittrice, attrice e modella russa
- 1978 - Mauricio Sabillón, ex calciatore honduregno
- 1978 - Jevgēņijs Saproņenko, ex ginnasta lettone
- 1978 - Alice Tumler, conduttrice televisiva austriaca
- 1978 - Wen Xiaoyan, atleta paralimpica cinese
- 1979 - Radivoje Bukvić, attore serbo
- 1979 - Megan Ganong, ex sciatrice alpina statunitense
- 1979 - Kenichiro Kogure, allenatore di calcio a 5 e ex giocatore di calcio a 5 giapponese
- 1979 - Jeffrey Ptak, pallavolista statunitense
- 1979 - Raima Sen, attrice indiana
- 1979 - Maksut Šadaev, politico russo
- 1980 - Manuel José Vieira, ex calciatore portoghese
- 1980 - Papa Malick Ba, ex calciatore senegalese
- 1980 - Lobke Berkhout, velista olandese
- 1980 - Rui Duarte, ex calciatore portoghese
- 1980 - Evgenij Fëdorov, allenatore di hockey su ghiaccio e ex hockeista su ghiaccio russo
- 1980 - Manuel Pablo García, ex calciatore argentino
- 1980 - Nenad Kovačević, allenatore di calcio e ex calciatore serbo
- 1980 - Dick Lövgren, bassista svedese
- 1980 - Nicole Malliotakis, politica statunitense
- 1980 - Alex Mann, bobbista tedesco
- 1980 - Svenne Poulsen, allenatore di calcio e ex calciatore danese
- 1980 - Mark Wilson, ex giocatore di football americano statunitense
- 1981 - Gastón Aguirre, ex calciatore argentino
- 1981 - Jadranka Barjaktarović, cantante montenegrina
- 1981 - Massimiliano Benassi, ex calciatore italiano
- 1981 - Esteban Dreer, ex calciatore argentino
- 1981 - Natalie Glebova, modella canadese
- 1981 - Raphael Gualazzi, cantautore e pianista italiano
- 1981 - Susan Kelechi Watson, attrice statunitense
- 1981 - Kim Jung-joo, pugile sudcoreano
- 1981 - Arlind Qori, politico, pedagogo e attivista albanese
- 1981 - Stephen Rowbotham, canottiere britannico
- 1981 - Frankie Shaw, attrice, sceneggiatrice e regista statunitense
- 1981 - Miroslav Slepička, calciatore e artista marziale misto ceco
- 1981 - Tiras Wade, ex cestista statunitense
- 1981 - Abril Zamora, attrice, sceneggiatrice e regista spagnola
- 1981 - Guglielmo di Lussemburgo, nobile lussemburghese
- 1982 - Gian Marco Berti, tiratore a volo sammarinese
- 1982 - Gonzalo Canale, ex rugbista a 15 italiano
- 1982 - Courtney Fields, ex cestista statunitense
- 1982 - Shimon Moore, cantante e chitarrista australiano
- 1982 - Armando Pizzuti, casting director e attore italiano
- 1982 - Fedayi San, arbitro di calcio svizzero
- 1982 - Ricky Walden, giocatore di snooker inglese
- 1983 - Sora Aoi, attrice e attrice pornografica giapponese
- 1983 - Dawda Bah, ex calciatore gambiano
- 1983 - Leon Benko, ex calciatore croato
- 1983 - Ebert William Amâncio, ex calciatore brasiliano
- 1983 - Matteo Bono, ex ciclista su strada italiano
- 1983 - Florian Breitenberger, slittinista italiano
- 1983 - Jazwyn Cowan, ex cestista statunitense
- 1983 - Brett Dailey, pallavolista canadese
- 1983 - Michael Faulds, ex giocatore di football americano e allenatore di football americano canadese
- 1983 - Samson Godwin, ex calciatore nigeriano
- 1983 - Anikó Kapros, ex tennista ungherese
- 1983 - Kim Chi-woo, ex calciatore sudcoreano
- 1983 - Ana Kobal, ex sciatrice alpina slovena
- 1983 - Arouna Koné, ex calciatore ivoriano
- 1983 - John Krause, ex calciatore statunitense
- 1983 - Philipp Lahm, ex calciatore tedesco
- 1983 - Giulio Macaione, fumettista e illustratore italiano
- 1983 - Kristal Marshall, modella, attrice e ex wrestler statunitense
- 1983 - Isiaka Olawale, ex calciatore nigeriano
- 1983 - Chan Rithy, calciatore cambogiano
- 1983 - Ermir Strati, ex calciatore albanese
- 1983 - Charlotte Vandermeersch, attrice, sceneggiatrice e regista belga
- 1983 - Telmário de Araújo Sacramento, ex calciatore brasiliano
- 1984 - Hilton Armstrong, ex cestista e allenatore di pallacanestro statunitense
- 1984 - Andrea Crosariol, allenatore di pallacanestro e ex cestista italiano
- 1984 - Quin Humphrey, ex cestista statunitense
- 1984 - Charles Lee, allenatore di pallacanestro e ex cestista statunitense
- 1984 - Luca Leggiero, giocatore di calcio a 5 italiano
- 1984 - Egor Mechoncev, pugile russo
- 1984 - Giorgos Ntoskas, allenatore di pallanuoto e ex pallanuotista greco
- 1984 - Lorenzo Povegliano, ex martellista italiano
- 1984 - Rosario Presti, ex kickboxer e thaiboxer italiano
- 1984 - Birkir Sævarsson, calciatore islandese
- 1984 - Felice Saladini, imprenditore e dirigente sportivo italiano
- 1984 - Oebele Schokker, ex calciatore olandese
- 1984 - Yusidey Silié, pallavolista cubana
- 1984 - James Situma, ex calciatore keniota
- 1984 - Kiril Wachsmann, cestista tedesco
- 1985 - Francesco Adami, hockeista su ghiaccio italiano
- 1985 - Osvaldo Alonso, ex calciatore cubano
- 1985 - Predrag Bošnjak, calciatore serbo
- 1985 - Aleksandr Chatuncev, ex ciclista su strada e pistard russo
- 1985 - Michail Devjat'jarov, ex fondista russo
- 1985 - Ernandes Dias Luz, calciatore brasiliano
- 1985 - Janusz Gol, calciatore polacco
- 1985 - Derrick Gray, giocatore di football americano statunitense
- 1985 - Taulant Kuqi, allenatore di calcio e ex calciatore albanese
- 1985 - Arianny Celeste, modella statunitense
- 1985 - Tiidrek Nurme, mezzofondista e maratoneta estone
- 1985 - Martina Puglisi, ex pallamanista italiana
- 1985 - Ivan Rodić, calciatore croato
- 1985 - Nina Seničar, modella, attrice e showgirl serba
- 1985 - Luton Shelton, calciatore giamaicano († 2021)
- 1985 - Chad Toppert, ex cestista statunitense
- 1986 - Jon Batiste, cantautore e pianista statunitense
- 1986 - Eirik Brandsdal, fondista norvegese
- 1986 - Victor Cruz, ex giocatore di football americano statunitense
- 1986 - Lisa Karčić, ex cestista statunitense
- 1986 - Skrapz, rapper britannico
- 1986 - Gilbert Meriel, calciatore francese
- 1986 - Ben Youssef Meïté, velocista ivoriano
- 1986 - Nada Ina Pauer, mezzofondista austriaca
- 1986 - Roberto Paura, giornalista, scrittore e divulgatore scientifico italiano
- 1986 - Giulia Rambaldi, pallanuotista italiana
- 1986 - Zakir Safiullin, pugile kazako
- 1986 - Greta Salóme, cantautrice e violinista islandese
- 1986 - Mark Sanchez, ex giocatore di football americano statunitense
- 1986 - François Trinh-Duc, rugbista a 15 francese
- 1986 - Vítor Vinha, ex calciatore portoghese
- 1986 - Rafael de la Fuente, attore e cantante venezuelano
- 1986 - Danilo Cirino de Oliveira, ex calciatore brasiliano
- 1987 - Chiara Di Benedetto, politica italiana
- 1987 - Lassana Fané, ex calciatore maliano
- 1987 - Vinny Guadagnino, personaggio televisivo e attore statunitense
- 1987 - Ludi Lin, attore e artista marziale cinese
- 1987 - Steeve Louissaint, cestista svizzero
- 1987 - Olav Lundanes, orientista norvegese
- 1987 - Elisa Mainardi, calciatrice italiana
- 1987 - Giles Matthey, attore britannico
- 1987 - Vitālijs Meļņičenko, calciatore lettone
- 1987 - Jairzinho Pieter, calciatore olandese († 2019)
- 1987 - Anton Poljakov, politico ucraino († 2021)
- 1987 - Kawika Shoji, ex pallavolista statunitense
- 1987 - Maria Laura Simonetto, ex nuotatrice italiana
- 1987 - Alex Tanney, ex giocatore di football americano statunitense
- 1987 - Yūya Tegoshi, cantante e attore giapponese
- 1987 - Johnnie Troutman, giocatore di football americano statunitense
- 1988 - Beatrice Adelizzi, nuotatrice artistica italiana
- 1988 - Paul Butler, pugile britannico
- 1988 - David Depetris, calciatore argentino
- 1988 - Matteo Fedi, ex ciclista su strada italiano
- 1988 - Ethan Hanns, calciatore samoano
- 1988 - Eglant Haxho, ex calciatore albanese
- 1988 - Alan Judge, calciatore irlandese
- 1988 - Mikako Komatsu, attrice, doppiatrice e cantante giapponese
- 1988 - Lee Sung-hye, modella sudcoreana
- 1988 - Marcello Maietta, attore, cantautore e regista italiano
- 1988 - Hein Otterspeer, pattinatore di velocità su ghiaccio olandese
- 1988 - Ferenc Salamon, pallanuotista ungherese
- 1988 - Şərif Şərifov, lottatore azero
- 1988 - Franc Veliu, ex calciatore albanese
- 1988 - Jurij Vovk, scacchista ucraino
- 1988 - Semih Yağcı, ex sollevatore turco
- 1989 - Radu Albot, tennista moldavo
- 1989 - Dragoș Balauru, calciatore rumeno
- 1989 - Nick Blackman, ex calciatore barbadiano
- 1989 - Ibai Gómez, allenatore di calcio e ex calciatore spagnolo
- 1989 - Hans Hach Verdugo, tennista messicano
- 1989 - Ali Khadivar, velocista iraniano
- 1989 - Kim Un-ju, sollevatrice nordcoreana
- 1989 - Darryl Lachman, calciatore olandese
- 1989 - Devon Makin, calciatore beliziano
- 1989 - Artak Margaryan, lottatore francese
- 1989 - Sofia Mattsson, lottatrice svedese
- 1989 - Chiaki Omigawa, attrice e doppiatrice giapponese
- 1989 - Paul Papp, calciatore rumeno
- 1989 - Giacomo Perez-Dortona, ex nuotatore francese
- 1989 - Joe Ragland, cestista statunitense
- 1989 - Simeon Rajkov, ex calciatore bulgaro
- 1989 - Robin Ramírez, calciatore paraguaiano
- 1989 - Adam Rippon, ex pattinatore artistico su ghiaccio statunitense
- 1989 - Malakai Savieti, calciatore tongano
- 1989 - Sheebah, cantante ugandese
- 1989 - Reina Tanaka, cantante, doppiatrice e modella giapponese
- 1989 - Zargo Touré, calciatore senegalese
- 1989 - Joan Truyols, ex calciatore spagnolo
- 1990 - Stedman Bailey, giocatore di football americano statunitense
- 1990 - Tom Dumoulin, ex ciclista su strada olandese
- 1990 - Habib Fardan, calciatore emiratino
- 1990 - Julian Koch, allenatore di calcio e ex calciatore tedesco
- 1990 - Romeo Parkes, ex calciatore giamaicano
- 1990 - Qieyang Shijie, marciatrice cinese
- 1990 - Federica Simonelli, doppiatrice italiana
- 1990 - Daniel Steres, calciatore statunitense
- 1990 - Georginio Wijnaldum, calciatore olandese
- 1991 - Salvador Agra, calciatore portoghese
- 1991 - Christa B. Allen, attrice statunitense
- 1991 - Emma Blackery, cantante, youtuber e produttrice discografica britannica
- 1991 - Jeane Horton, pallavolista statunitense
- 1991 - Jana Kask, cantante estone
- 1991 - Kornél Kulcsár, calciatore ungherese
- 1991 - Julia Lier, canottiera tedesca
- 1991 - Anton Maglica, calciatore croato
- 1991 - Jérémy Manzorro, calciatore francese
- 1991 - Sérgio Marakis, calciatore portoghese
- 1991 - Jurij Prochorov, slittinista russo
- 1991 - Nemanja Radović, cestista montenegrino
- 1991 - Nick Ross, calciatore scozzese
- 1991 - Mohammed bin Salman Al Khalifa, nobile bahreinita
- 1991 - Ace Sanders, giocatore di football americano statunitense
- 1991 - Jitka Válková, modella ceca
- 1992 - Federico Centomo, pallavolista italiano
- 1992 - Ashleigh Cummings, attrice australiana
- 1992 - Jahor Herasimaŭ, tennista bielorusso
- 1992 - Branden Jackson, giocatore di football americano statunitense
- 1992 - Vladimir Kovačević, calciatore serbo
- 1992 - Teddy Okereafor, cestista britannico
- 1992 - Vladimir Rassulov, ex calciatore moldavo
- 1992 - Abdul Razak, calciatore ivoriano
- 1992 - Clemens Rehbein, cantante e chitarrista tedesco
- 1992 - Danniel Thomas-Dodd, pesista giamaicana
- 1992 - Sam Thompson, cestista statunitense
- 1992 - Erica Vietti, pallavolista italiana
- 1993 - Juan Acosta, calciatore uruguaiano
- 1993 - Simonas Bilis, ex nuotatore lituano
- 1993 - Kevin Bonacina, arbitro di calcio italiano
- 1993 - David Choc, lottatore guatemalteco
- 1993 - Christian Fassnacht, calciatore svizzero
- 1993 - Giovanni Hiwat, calciatore olandese
- 1993 - Jamaal Lascelles, calciatore inglese
- 1993 - Juan Leiva, calciatore cileno
- 1993 - Ṙowdik Mkrtčyan, calciatore armeno
- 1993 - Federico Morlacchi, nuotatore italiano
- 1993 - Connor Pain, calciatore australiano
- 1993 - Matan Peleg, calciatore guatemalteco
- 1993 - Vicky Piria, pilota automobilistica e personaggio televisivo italiano
- 1993 - Aleksandar Radovanović, calciatore serbo
- 1993 - David Vranković, calciatore australiano
- 1994 - Denis Bouanga, calciatore francese
- 1994 - Viktor Chomčenko, calciatore ucraino
- 1994 - Grazia Di Maggio, politica italiana
- 1994 - Ismael Diawara, calciatore svedese
- 1994 - Caitlin Foord, calciatrice australiana
- 1994 - Elvar Friðriksson, cestista islandese
- 1994 - Davon Godchaux, giocatore di football americano statunitense
- 1994 - MC Livinho, cantante brasiliano
- 1994 - Lamond Murray, ex cestista statunitense
- 1994 - Han Da-ra, cantante e attrice sudcoreana
- 1994 - Luke Paris, calciatore anguillano
- 1994 - Connor Price, attore e rapper canadese
- 1994 - Lio Rush, wrestler statunitense
- 1994 - Philipe Sampaio, calciatore brasiliano
- 1994 - Ellie Simmonds, ex nuotatrice inglese
- 1994 - Scoochie Smith, cestista statunitense
- 1994 - Kendall Stephens, cestista statunitense
- 1994 - Jordi Sánchez, calciatore spagnolo
- 1994 - Ugyen Jigme Wangchuck, principe bhutanese
- 1994 - Mikalaj Zolataŭ, calciatore bielorusso
- 1995 - Christina Ager, sciatrice alpina austriaca
- 1995 - Ali Alipour, calciatore iraniano
- 1995 - Oalex Anderson, calciatore sanvincentino
- 1995 - Ousseynou Ba, calciatore senegalese
- 1995 - Grégory Berthier, calciatore francese
- 1995 - Haroun Fall, attore italiano
- 1995 - Beatriz Flamenco, ex ostacolista salvadoregna
- 1995 - Svava Rós Guðmundsdóttir, calciatrice islandese
- 1995 - Ihor Kalinin, calciatore ucraino
- 1995 - Il'ja Lantratov, calciatore russo
- 1995 - Valentino Majstorović, calciatore croato
- 1995 - Lily Miyazaki, tennista giapponese
- 1995 - Ashley Nazira, calciatore mauriziano
- 1995 - Shin Seung-ho, attore sudcoreano
- 1995 - Aslı Melisa Uzun, attrice, ballerina e modella turca
- 1995 - Aram Vardanyan, lottatore uzbeko
- 1996 - Adam Andersson, calciatore svedese
- 1996 - Joel Andersson, calciatore svedese
- 1996 - Walter Antelo, calciatore boliviano
- 1996 - Kiril Despodov, calciatore bulgaro
- 1996 - Gianluca Gaudino, calciatore tedesco
- 1996 - Moussé Gueye, pallavolista senegalese
- 1996 - Ryan Kent, calciatore inglese
- 1996 - Robin Le Normand, calciatore francese
- 1996 - Daniel Mancini, calciatore argentino
- 1996 - Naeem Mohammed, calciatore ghanese
- 1996 - Adam Ounas, calciatore francese
- 1996 - Andrés Ponce, calciatore venezuelano
- 1996 - Clara Rosager, attrice e modella danese
- 1996 - Jefferson Savarino, calciatore venezuelano
- 1996 - Tye Sheridan, attore statunitense
- 1996 - Aniekpeno Udoh, calciatore nigeriano
- 1996 - Linus Wahlqvist Egnell, calciatore svedese
- 1996 - Toby Wallace, attore britannico
- 1997 - Buhlebenkhosi Dlamini, principe swati
- 1997 - Anton Donkor, calciatore tedesco
- 1997 - Lorenzo Giovannetti, hockeista su pista italiano
- 1997 - Jehor Klymenčuk, calciatore ucraino
- 1997 - Oier Luengo, calciatore spagnolo
- 1997 - Rodrigue Munsi, cestista della Repubblica Democratica del Congo
- 1997 - Marlon Rojas, ex calciatore trinidadiano
- 1997 - Stratos Svarnas, calciatore greco
- 1997 - Mate Vučić, cestista croato
- 1998 - Waleed Bakhet Adam, calciatore sudanese
- 1998 - Temitope Adeshina, altista nigeriana
- 1998 - Jules Hesters, pistard belga
- 1998 - Callum Ilott, pilota automobilistico britannico
- 1998 - Michelle Olvera, attrice messicana
- 1998 - Dionisios Rapsomanikis, taekwondoka greco
- 1998 - Ljudmila Samsonova, tennista russa
- 1998 - Ayata Suzuki, lottatore giapponese
- 1999 - Jake Andrews, giocatore di football americano statunitense
- 1999 - Amedeo Bagnis, skeletonista italiano
- 1999 - Buddy Boeheim, cestista statunitense
- 1999 - Thomas Booker, giocatore di football americano statunitense
- 1999 - Kevin Colleoni, ciclista su strada italiano
- 1999 - Ray Davis, giocatore di football americano statunitense
- 1999 - Fan Yilin, ginnasta cinese
- 1999 - Kevin Felida, calciatore olandese
- 1999 - Romell Glave, velocista britannico
- 1999 - X González, attivista statunitense
- 1999 - Samara Joy, cantante statunitense
- 1999 - Kelvin Joseph, giocatore di football americano statunitense
- 1999 - KC Lightfoot, astista statunitense
- 1999 - Paloma Mami, cantante statunitense
- 1999 - Henok Mulubrhan, ciclista su strada eritreo
- 1999 - Martin Pajić, calciatore croato
- 1999 - Peemapol Panichtamrong, attore thailandese
- 1999 - Park Solomon, attore sudcoreano
- 1999 - Jutta Rantala, calciatrice finlandese
- 1999 - Federico Ravaglia, calciatore italiano
- 1999 - Ikouwem Utin, calciatore nigeriano
- 1999 - Brayden Willis, giocatore di football americano statunitense
- 2000 - Lamar Carswell, giocatore di football americano statunitense
- 2000 - Marinus Dinglreiter, giocatore di football americano tedesco
- 2000 - Saadiq Elmi, calciatore somalo
- 2000 - Warren Kamanzi, calciatore norvegese
- 2000 - Guilherme Madruga, calciatore brasiliano
- 2000 - Lorena Navarro, calciatrice spagnola
- 2000 - Humbe, cantante messicano
- 2000 - Adam Sørensen, calciatore danese

## XXI secolo(27)
- 2001 - Bartosz Białek, calciatore polacco
- 2001 - Sidoine Fogning, calciatore camerunese
- 2001 - Lassine Diarra, calciatore maliano
- 2001 - Alan Lescano, calciatore argentino
- 2001 - Ladd McConkey, giocatore di football americano statunitense
- 2001 - Diljá Ýr Zomers, calciatrice islandese
- 2002 - James Carragher, calciatore inglese
- 2002 - Mamady Diambou, calciatore maliano
- 2002 - Chrīstos Kourfalidīs, calciatore greco
- 2002 - Thapelo Maseko, calciatore sudafricano
- 2002 - Matteo Oliveri, astista italiano
- 2003 - Akari Fujinami, lottatrice giapponese
- 2003 - Dominik Hollý, calciatore slovacco
- 2003 - Claudia Janvier, nuotatrice artistica francese
- 2003 - Alíz Kump, pallavolista ungherese
- 2004 - Oakes Fegley, attore statunitense
- 2004 - Kiana Kryeziu, sciatrice alpina kosovara
- 2004 - Romane Lunel, nuotatrice artistica francese
- 2004 - Gustavo Sá, calciatore portoghese
- 2005 - Can Uzun, calciatore tedesco
- 2005 - Ben Doak, calciatore scozzese
- 2005 - Alex Dunne, pilota automobilistico irlandese
- 2005 - Alexander Simmelhack, calciatore danese
- 2006 - Joan Beringer, cestista francese
- 2006 - Jeff Ekhator, calciatore italiano
- 2006 - Tobías Ramírez Cardozo, calciatore argentino
- 2008 - Aleksandra Klenina, nuotatrice artistica russa

## Senza anno specificato(1)
- Bartolomé de Las Casas, vescovo cattolico spagnolo († 1566)